# Guadalquivir
Guadalquivir (tiếng Tây Ban Nha phát âm: [ɡwaðalkiβir]) là con sông dài thứ năm trên bán đảo Iberia và con sông dài thứ hai với toàn bộ chiều dài của nó ở Tây Ban Nha.
Con sông Guadalquivir chỉ là dòng sông có thể thông thuyền lớn ở Tây Ban Nha. Hiện nay nó là điều hướng đến Seville, nhưng trong thời La Mã đó là điều hướng đến Córdoba.

## Địa lý
Guadalquivir dài 657 km và có diện tích lưu vực khoảng 58.000 km vuông. Nó bắt đầu tại Cañada de las Fuentes (làng Quesada) trong dãy núi Cazorla (Jaén), đi qua Córdoba và Seville và kết thúc tại làng chài Bonanza, trong Sanlúcar de Barrameda, chảy vào vịnh Cádiz, ở Đại Tây Dương Đại dương.
Những vùng đất thấp lầy ở cuối sông được gọi là "Las Marismas". Con sông giáp Vườn quốc gia và khu dự trữ Doñana.